# Wappen der Armenischen SSR

Wappen der Armenischen Sozialistischen Sowjetrepublik

Das Wappen der Armenischen Sozialistischen Sowjetrepublik ist 1937 in der Armenischen Sozialistischen Sowjetrepublik eingeführt worden und wurde bis zum Zerfall der Sowjetunion verwendet. 1992 wurde es durch das heutige Wappen Armeniens ersetzt.
Das Wappen der Armenischen Sozialistischen Sowjetrepublik bestand im Hintergrund aus dem Berg Ararat, der für die Armenier von großer symbolischer Bedeutung ist, und einem roten, strahlenden Stern mit Hammer und Sichel darüber. Vor dem Berg Ararat sind Weintrauben abgebildet, welche in der Armenischen Sozialistischen Sowjetrepublik auch angebaut wurden. Um den Berg und die Weintrauben herum ist Getreide abgebildet.
Am Rand des Wappens steht auf Armenisch in großen Buchstaben Armenische Sozialistische Sowjetrepublik (armenisch: Հայկական Սովետական Սոցիալիստական Հանրապետություն). Unten am Rand steht in kleinen Buchstaben das Motto Proletarier aller Länder, vereinigt euch! sowohl auf Armenisch (Պրոլետարներ բոլոր երկրների, միացե'ք), als auch auf Russisch (Пролетарии всех стран, соединяйтесь!).